# Jusqu'au dernier (mini-série)
Pour les articles homonymes, voir Jusqu'au dernier (homonymie).
Jusqu'au dernier est une mini-série française créée par Mikaël Ollivier et diffusée en 2014 sur France 3, puis fin 2015 toujours sur France 3.

## Synopsis
Ce dimanche-là, Fred Latour s’apprête à fêter son anniversaire en famille avec les trois femmes de sa vie : sa mère Hélène, 65 ans. Karine, son épouse, 45 ans. leur fille  Sybille, 20 ans. Il est stressé par un gros contrat qu’il doit décrocher au Japon et par la maladie de Charles Teysson, fondateur du groupe Teysson, suppléé depuis quelque temps par son épouse Nadège. En vérité Charles a été plus qu’un patron, c’est un véritable père spirituel qui lui a communiqué sa passion. Il souhaite en faire son successeur malgré l’opposition de certains actionnaires. Mais pour le moment, la famille est réunie afin de célébrer l’anniversaire de Fred.  
Alors que Karine l’appelle pour qu’il descende les rejoindre, une tuile tombe du toit, suivie du corps de Fred qui traverse la verrière du salon et s’écrase lourdement au sol ! La  maison est déchirée par les hurlements de la mère, de l’épouse, de la fille… 
Tout en faisant face à ce drame, elles vont devoir s’unir pour comprendre comment et pourquoi Fred Latour est mort. Elles devront s’attaquer notamment au secret qui entoure depuis 30 ans la mort d’Alain Latour, le père de Fred, alors maire de Marseille.

## Fiche technique
- Titre : Jusqu'au dernier
- Création : Mikaël Ollivier
- Réalisation : François Velle
- Scénario : Mikaël Ollivier, Dominique Golfier, Isabel Sebastian, Sylvain Saada
- Photographie : Christophe Paturange
- Musique : Armand Amar
- Tournage : décembre 2013 à avril 2014
- Production : Gaëlle Cholet
  - Producteurs exécutifs : Solune Production, Erika Wicke De Haeck, Didier Langlade
- Société de production : Gazelle & Cie (Et AT Production, RTBF, France Télévisions)
- Pays d'origine : France
- Format : couleur - 1,78:1
- Genre : dramatique
- Durée : 52 minutes

Source : Générique diffusé sur France 3.

## Distribution
- Valérie Karsenti : Karine Latour
- Brigitte Fossey : Hélène Latour
- Flore Bonaventura : Sybille Latour
- Lionnel Astier : Magnier
- Michaël Abiteboul : Leclerc
- Marie-Christine Barrault : Nadège
- Jean-Claude Bouillon : Charles Teysson
- Stéphane Freiss : Marc Crawford
- Serge Dupire : Rochette
- David Baiot : Gauthier
- Laurence Cormerais : Audrey Daniset
- Paul Velle : Fabien Koskas
- François Feroleto : Fred Latour
- Jacques Hansen : Adrien
- Martial Bezot : Mattéo
- Rachid Hafassa : Djamel
- François-David Cardonnel : Ange

## Audiences 2014
| Épisodes | Date de diffusion | Audiences |
| -------- | ----------------- | --------- |
| 1        | 26 août 2014      | 3 490 000 |
| 2        | 26 août 2014      | 3 500 000 |
| 3        | 26 août 2014      | 3 300 000 |
| 4        | 2 septembre 2014  | 3 386 000 |
| 5        | 2 septembre 2014  | 3 100 000 |
| 6        | 2 septembre 2014  | 2 900 000 |